# Saluda (Wirginia)
Saluda – jednostka osadnicza w Stanach Zjednoczonych, w stanie Wirginia, siedziba administracyjna hrabstwa Middlesex.